# デビッド・リチャーズ
デビッド・ペンダー・リチャーズ（David Pender Richards, CBE、1952年6月3日 - ）は、ウェールズ出身の実業家、元自動車ラリー コ・ドライバー。モータースポーツ企業「プロドライブ」会長。F1チーム「ベネトン・フォーミュラ」および「B・A・R」の元チーム代表。2005年、大英帝国勲章（CBE）叙勲。

## 概要

### コ・ドライバーとしての活動
会計士の勉強をした後、リチャーズはラリーのコ・ドライバーとしてモータースポーツの経歴を歩み始めた。彼は1979年から1981年末にかけて、フォードからの雇用を受けて、アリ・バタネンのパートナーとしてエスコートRS1800 及び、RS2000に搭乗した。これは短いながらも非常に成功した関係であり、1980年の英国ラリー選手権および1981年の世界ラリー選手権(WRC)を制覇したが、その直後にリチャーズはコ・ドライバーとしての経歴に終わりを告げた。

### スポンサーシップコンサルタント業
1981年のシーズン終了後、リチャーズは David Richards Autosport社を立ち上げ、スポンサーシップコンサルタント業に転身し、1982年には ロスマンズ・インターナショナル社のために RAM March F1 program の企画に従事するが、この時のテクニカルディレクターはエイドリアン・レイナードで彼のマーチのスタッフの中には若き日のエイドリアン・ニューウェイも含まれていた。
さらには、ポルシェスポーツカープログラムにも関与して、1984年には Middle Eastern Rally Championship でPorsche 911s を走らせるロスマンズがバックアップする自身のチームを立ち上げたが、後にロスマンズがスポンサードしたチームとの契約に彼が関与いていたのか否かは定かではない。
なお、ロスマンズ・インターナショナル社は、1998年にブリティッシュ・アメリカン・タバコ社傘下に編入されている。

### プロドライブとWRC
1984年、リチャーズは共同経営者として、モータースポーツおよび自動車工業グループであるプロドライブを設立した。1999年に彼はプロドライブの49%をプライベート・エクイティ企業のアパックス・パートナーズに売却した。
世界ラリー選手権においてスバルを走らせ、コリン・マクレー、カルロス・サインツ、リチャード・バーンズ、ユハ・カンクネン、トミ・マキネン、ペター・ソルベルグといったドライバーを起用した。
2000年にバーニー・エクレストンからインターナショナル・スポーツワールド・コミュニケーターズ(ISC)社を購入したことにより、世界ラリー選手権のテレビ放映権および商業権を獲得した。

### フォーミュラ1
1997年、フラビオ・ブリアトーレがベネトン・フォーミュラのディレクターを解任されたことに伴い、リチャーズが後任となった。しかし、彼はチームを所有していたベネトン家の長期戦略に合意しなかったため、その任期はわずか1年しか続かなかった。
2001年にクレイグ・ポロックがBARチームを離れたことに伴うチーム再編成の過程で、彼らはチームの運営をプロドライブに委ね、リチャーズがチーム代表となった。彼の指揮のもと、BARチームは2004年のF1世界選手権でコンストラクターズ部門の第2位になるなど、改善が見られた。またリチャーズはジェンソン・バトンをチームに招き入れ、バトンは2004年にチームの選手権ポイントの過半数を得てチームの牽引力となった。しかし、2004年終盤にホンダがチームを買収すると、プロドライブとのマネージメント契約は終了しリチャーズはチーム代表を辞任したが、後継者には同じプロドライブのニック・フライが就任した。
彼のプロドライブ社は2008年からのF1参入に向けた入札に参加し、2006年4月28日には国際自動車連盟の発行した2008年F1世界選手権エントリーリストにおいて、正式に参入を認められた。しかし、翌2007年11月22日、彼はプロドライブによる2008年のF1参戦を断念するアナウンスを出すことを余儀なくされた。これは、いわゆるカスタマー・カー（他のF1コンストラクターが製造した車両を用いること）の合法性が不明瞭であったことに加え、他チームからの提訴の可能性といった脅威が原因であるとされる。

### その他の活動
2005年の新年叙勲において、大英帝国勲章(CBE)を受勲した。
リチャーズはプロドライブとアストンマーティンの仕事に加え、ウォーリック・ビジネス・スクールの顧問、英国レーシング・ドライバーズ・クラブ(BDRC)慈善基金の管財人、BEN（自動車業界の慈善基金）の副会長も務めている。彼はまた、Motorsport Industry AssociationおよびMotorsport Development UKのメンバーにも名を連ねている。
2007年3月12日、フォード社はアストンマーティンブランドの経営権を、リチャーズが率いインベストメント・ダールとアディーム・インベストメントを含む投資グループに売却することを発表した。売却額は9億2500万ドルにのぼる。
2007年9月16日、リチャーズと妻カレンはベルギーグランプリから戻ってきたエセックスで、ヘリコプター事故に遭ったが生き延びた。これは彼のもとでドライバーを務めたコリン・マクレーが息子ら3名とともに同じヘリコプター事故で死亡してから1日と経っていない出来事であった。事故後のプロドライブの声明によると、リチャーズはユーロコプター EC 135を操縦してエセックス上空1500フィートの高さにあったとき、機械系の問題に遭遇したという。ロンドン・スタンステッド空港と連絡を取り合った後、リチャーズは何とかヘリコプターを不時着させた。
2008年9月、スコットランド・ラリー選手権の1戦としてパースで開催されたコリン・マクレー・フォレスト・ステージ・ラリーに参加し、久々にラリーのコ・ドライバーを務めた。彼は再びアリ・バタネンのコ・ドライバーとなり、1981年に搭乗したのと同じロスマンズカラーのフォード・エスコートRS1800で参戦した。彼はマクレーを追悼するために参加した元世界チャンピオンたちの一人であった。
2009年、2010年を目標にF1チーム結成すべく活動しているが、その正体はまだ明らかにされていない。
2022年、国際自動車連盟（FIA）の内部組織でモータースポーツを統括する世界モータースポーツ評議会（WMSC）の評議員に就任した。